# بیسو تی۵
بیسو تی۵ (انگلیسی: Bisu T5) یک کراس‌اوور اندازه متوسط با هفت صندلی است که توسط شرکت بیسو تولید شده‌است. بیسو یک برند زیرمجموعه از شرکت چونگینگ بیسو، که زیرمجموعه جوینت ونچر Beiqi Yinxiang، یک سرمایه‌گذاری مشترک بین گروه خودروسازی پکن و گروه یینشیانگ است.

## بررسی

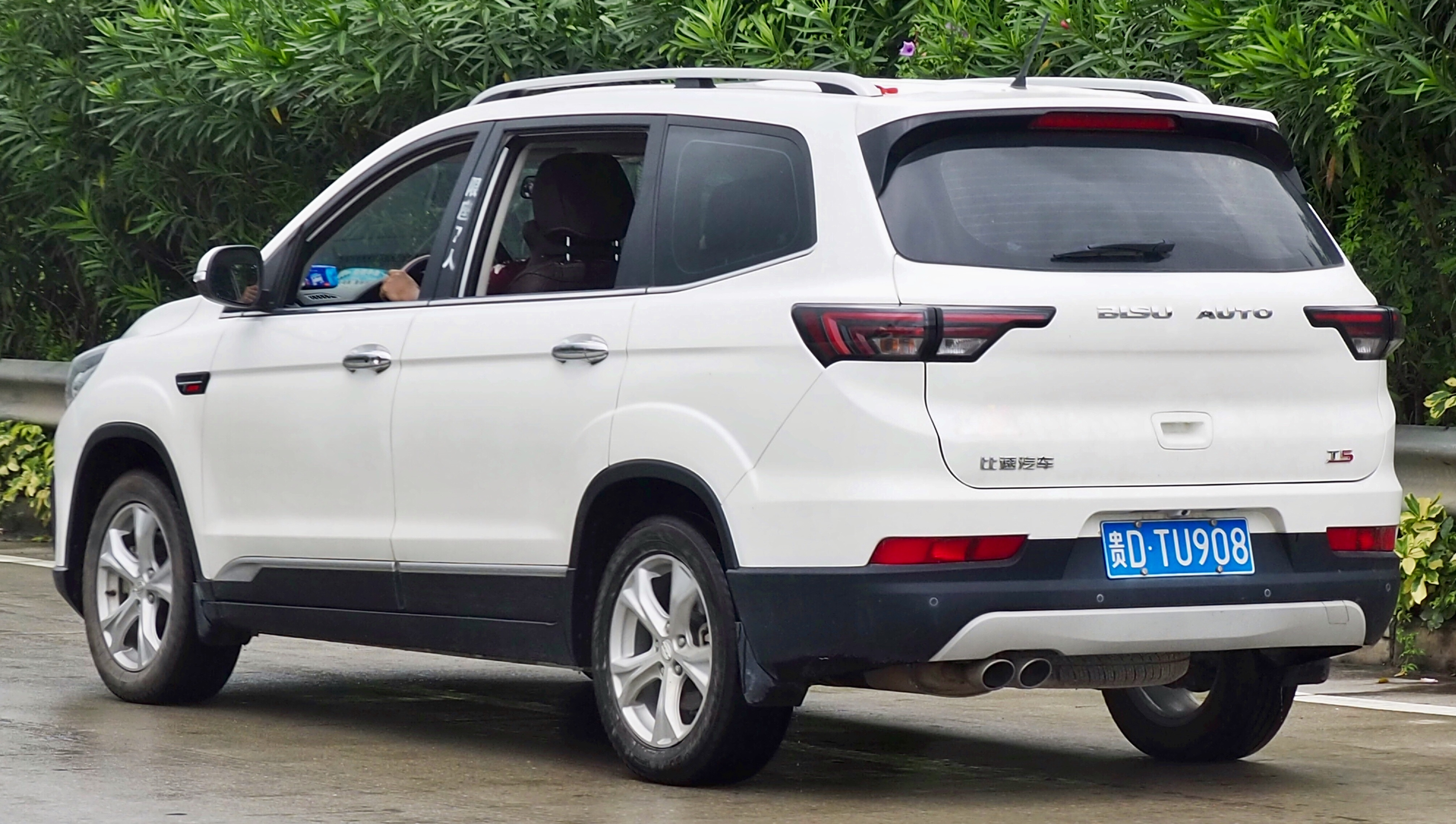
بیسو تی۵، نمای عقب

تی۵ به‌طور رسمی در سال ۲۰۱۷ و در نمایشگاه خودروی شانگهای به عنوان سومین محصول بیسو پس از بیسو ام۳ و بیسو تی۳ معرفی شد. قیمت تی۵ بسته به امکانات از ۷۲٬۹۰۰ تا ۱۰۴٬۹۰۰ یوان متغیر است.

## امکانات
تجهیزات فول‌ترین نسخه تی۵ تقریباً با برادر کوچکترش بیسو تی۳ یکسان است؛ ولی تی۵ از آپشن‌های بیشتری نسبت به تی۳ بهره می‌برد.
- کروز کنترل
- کمکی شروع حرکت در سربالایی (HSA)
- حسگر فشار باد تایرها (TPMS)
- حسگر جلو و عقب
- چراغ هالوژن جلو / مه‌شکن جلو و عقب / دی‌لایت
- آینه‌های تاشو برقی با گرمکن
- سانروف پانوراما
- صندلی ۶ حالته برقی راننده
- صندلی ۴ حالته دستی سرنشین جلو
- تهویه اتومات
- ورود بدون کلید / استارت دکمه‌ای
- شش کیسه هوا
- دوربین عقب
- نمایشگر ۹ اینچی لمسی
- کنترل کشش (TCS)
- کنترل پایداری (ESC)
- دوربین ۳۶۰ درجه
- حسگر باران
- ترمز پارک برقی / اتوهلد
- گرمکن صندلی‌های جلو
- صندوق برقی